# Cyrtocarpa edulis
Cyrtocarpa edulis är en sumakväxtart som först beskrevs av Brandeg., och fick sitt nu gällande namn av Standley. Cyrtocarpa edulis ingår i släktet Cyrtocarpa och familjen sumakväxter. Utöver nominatformen finns också underarten C. e. glabra.